# Station Pihen
Station Pihen is een spoorwegstation in de Franse gemeente Pihen-lès-Guînesaan de lijn Boulogne-Ville - Calais Maritime. De lijn wordt bediend door treinen van TER Nord-Pas-de-Calais.